# Homosetia auricristatella
Homosetia auricristatella är en fjärilsart som beskrevs av Victor Toucey Chambers 1873. Homosetia auricristatella ingår i släktet Homosetia och familjen äkta malar. Inga underarter finns listade i Catalogue of Life.